# Grégoire Dubreuil
Pour les articles homonymes, voir Dubreuil et Broye-Aubigney-Montseugny.
Grégoire Marie Jacques Joseph Guillaume Dubreuil, né le 24 mai 1956 à Versailles et mort le 20 octobre 2007 à Dinan, est un écrivain, critique littéraire et libraire français.

## Biographie
Fils des écrivains Jean-Louis Dubreuil et Brigitte Huret, dont le nom de plume est Claude Campagne,, Grégoire Dubreuil a trois frères et une sœur.
Il signe, sous le nom de plume d'Hugues Montseugny, Un certain bonheur, son premier roman, à vingt ans. En 1977, Un certain bonheur reçoit le Prix des moins de Vingt-cinq ans.
En 1986, il reprend, avec l'accord de Michel Mourlet, et pour un franc symbolique, la direction de la revue Matulu. Il fait publier onze numéros auxquels contribuent notamment Raymond Abellio, Jean Cau, Bruno de Cessole, Emil Cioran, Dominique de Roux, Philippe de Saint-Robert, Willy de Spens d'Estignols, Jean Dutourd, Jean-Edern Hallier, Michel Serres et Kenneth White.
Il reçoit, en 1985, le prix Vitet de l'Académie française pour La jeunesse est lente à mourir.
En décembre 2001, il quitte Paris pour Dinan, où il reprend la librairie du Pays de Rance.

### Médias
Il contribue à La Nouvelle Revue de Paris, à la Revue des Deux Mondes, à Impact Médecin et à Éléments.

## Œuvres
- Hugues Montseugny, Un certain bonheur, Alsatia, coll. Signe de piste, 1977
- Hugues Montseugny, L'Île complicité (préf. Jean-Louis Foncine), Alsatia, coll. Signe de piste, 1979

- Grégoire Dubreuil, Au large du siècle, La Table ronde, 1983
- Grégoire Dubreuil, La jeunesse est lente à mourir, La Table ronde, 1984[7],[8],[9]

## Prix
- Prix des Moins de vingt-cinq ans 1977 pour Un certain bonheur
- Prix Vitet de l'Académie française 1985 pour La jeunesse est lente à mourir